# Pistillaria subuncialis
Pistillaria subuncialis är en svampart som beskrevs av Corner 1950. Pistillaria subuncialis ingår i släktet Pistillaria och familjen trådklubbor.   Inga underarter finns listade i Catalogue of Life.